# Isnogud – Der bitterböse Großwesir
Isnogud – Der bitterböse Großwesir (Originaltitel: Iznogoud) ist ein französischer Film des Regisseurs Patrick Braoudé aus dem Jahr 2005.

## Handlung
Isnogud ist Großwesir unter dem gutmütigen Kalifen Harun El Pussah. Der bitterböse Großwesir ist nur von einem Plan getrieben: Kalif zu werden an Stelle des Kalifen. Hierzu schmiedet er Plan um Plan. Allerdings scheitern diese stets, nicht zuletzt aufgrund seines minderbemittelten Gehilfen Tunichgud. Der Kalif hält derweil Isnogud für seinen getreuesten Kameraden und ahnt nichts von dessen hinterhältigem Tun. Isnogud erwirbt vom Magier Kitthussé einen Zauberfrosch. Wer diesen küsst, verwandelt sich selbst zum Frosch. Nachdem Isnogud die Zauberkraft des Frosches erfolgreich an Tunichgud getestet hat, will er den Kalifen aus dem Weg räumen. Völlig überraschend ist dieser jedoch ohne Isnoguds Zutun verstorben. Während Isnogud sich am Ziel seiner Träume wähnt, stellt sich heraus, dass sich der Kalif in seinem Bett nur tot gestellt hat. Zwischenzeitlich wurde Prinzessin Prethi Ouhman entführt, die Tochter von Pullmankar dem Blutrünstigen, dem Cousin des Kalifen. Gemeinsam mit ihrer Dienerin Plads Andersaid wird sie auf dem örtlichen Sklavenmarkt an den Chef-Eunuchen von Kalif Harun El Pussah verkauft. Isnogud, der zwischenzeitlich eine Wunderlampe mit zwei Dschinnis erstanden hat, verliebt sich unsterblich in die Prinzessin. Mithilfe eines fliegenden Teppichs reist er zu Pullmankar. Diesem berichtet er, sein Kalif stünde hinter der Entführung und wolle Prethi Ouhman gegen ihren Willen ehelichen. Pullmankar versammelt seine Truppen, um gegen den Kalifen in den Krieg zu ziehen und verspricht Isnogud den Posten des Kalifen. Zwischenzeitlich hat sich Prethi Ouhmans Dienerin Plads Andersaid in den Kalifen verliebt und deckt Isnoguds teuflischen Plan auf. Dieser lässt sie daraufhin fesseln und knebeln. Als Pullmankar mit seinen Truppen in den Palast des Kalifen eindringt, stellt sich plötzlich heraus, dass Prethi Ouhman und Plads Andersaid heimlich die Rollen getauscht hatten – in Wirklichkeit ist letztere Pullmankars Tochter. Der Kalif und die Prinzessin werden mit dem Segen Pullmankars ein Paar, während Isnogud festgenommen wird.

## Hintergrund
Der Film basiert auf der gleichnamigen Comic-Serie, die 1962 von René Goscinny und Jean Tabary kreiert wurde. Bei der Benennung von Isnogud verwendeten Goscinny und Tabary einen Sprechenden Namen, um die Person durch ihre äußere Benennung ihrem inneren Wesen nach zu charakterisieren. Gleiches gilt für den wenig hilfreichen Diener Tunichgud und für die Rollen der Prinzessin und deren Dienerin; Prethi Ouhman wird wie Pretty Woman (schöne Frau) ausgesprochen, während Plads Andersaid auf deren Platz an der Seite anspielt.

## Synchronisation
Der Film kam in Deutschland nicht in die Kinos und wurde erst 2009 auf DVD veröffentlicht. Dabei bietet er eine prominente Besetzung in der deutschen Synchronisation.
| Rolle                      | Darsteller           | Synchronsprecher      |
| -------------------------- | -------------------- | --------------------- |
| Isnogud                    | Michaël Youn         | Rick Kavanian         |
| Kalif Harun El Pussah      | Jacques Villeret     | Oliver Kalkofe        |
| Tunichgud                  | Arno Chevrier        | Rüdiger Hoffmann      |
| Pullmankar                 | Bernard Farcy        | Christian Tramitz     |
| Prinzessin Prethi Ouhman   | Elsa Pataky          | Mirja Boes            |
| Dienerin Plads Andersaid   | Juliette Poissonnier | Cosma Shiva Hagen     |
| Ouz                        | Olivier Baroux       | Gerd Knebel           |
| Ouzmoutousouloubouloubombê | Kad Merad            | Henni Nachtsheim      |
| Erzähler                   | Daniel Russo         | Friedrich Schönfelder |

## Kritiken
Das Lexikon des internationalen Films merkt an: „Weit entfernt von der Situationskomik der Comics, krankt der hüftsteife Film vor allem an seinem allzu humorlosen Drehbuch.“